# Harderbos

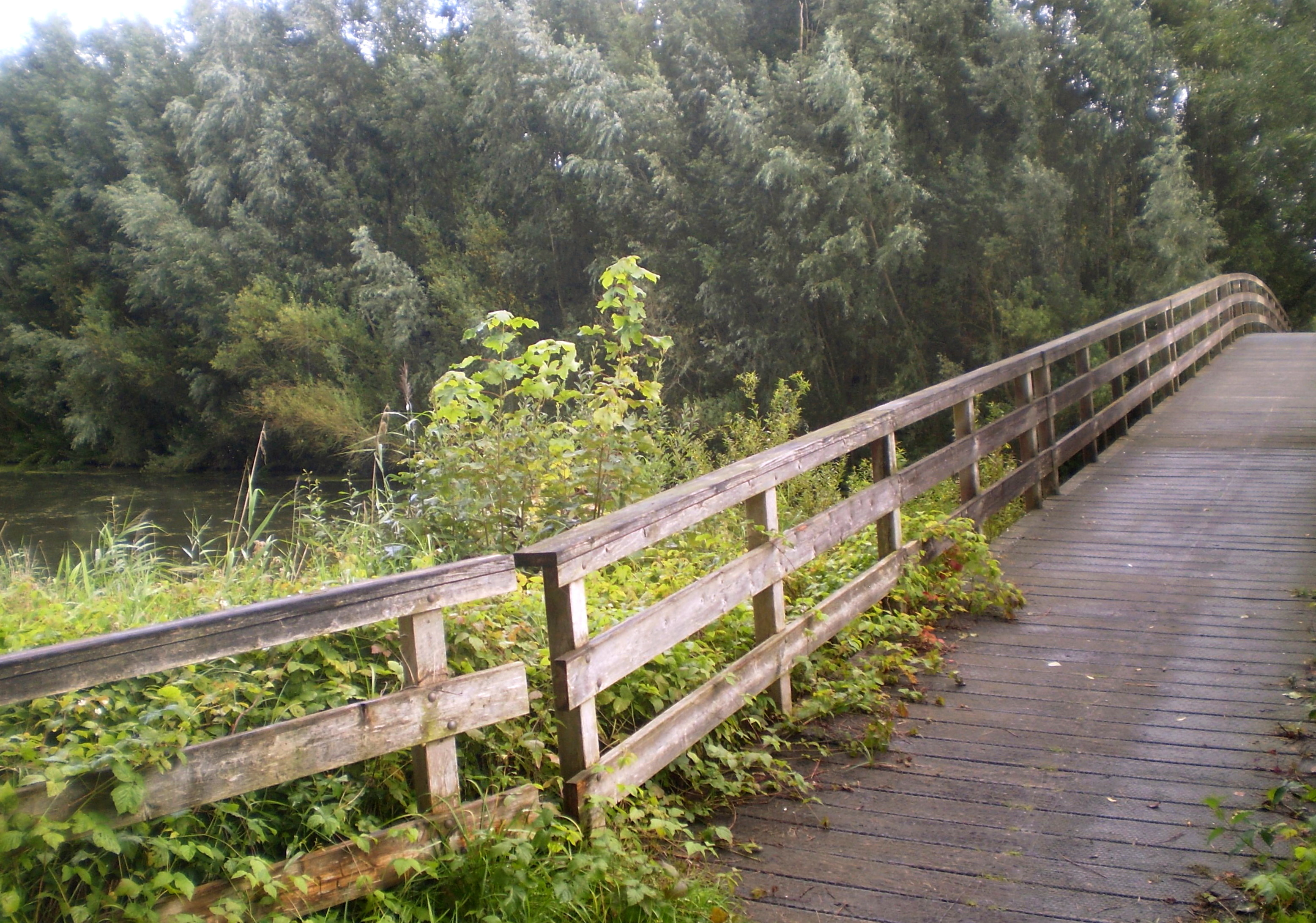
Harderbos in 2014: loopbrug over de Hoge Dwarsvaart

Het Harderbos is een bos in de gemeenten Dronten en Zeewolde, nabij het Veluwemeer. Het ligt bij de buurtschap Harderhaven tegenover Harderwijk. Naast bos omvat het moerassen, grasland en plassen. Door het bos loopt het kanaal de Hoge Dwarsvaart.

## Natuur
Het Harderbos is op de voedselrijke, vochtige zeekleigrond van Flevoland aangelegd. In 1968 werden er de eerste populieren geplant. Sinds die tijd is het bos opzettelijk verwilderd. De organisatie Natuurmonumenten beoogt hiermee nieuwe natuur te maken, die in de loop der tijd mooier, afwisselender en groter wordt. Door de vruchtbare kleigrond ontwikkelt het bos zich snel. Dode bomen blijven liggen en vormen daardoor een voedselbron en woonplek (habitat) voor planten, paddenstoelen en insecten.
Het Harderbos behoort samen met de zuidwestelijk en noordoostelijk eraan grenzende andersoortige natuurgebieden, respectievelijk het Harderbroek en de Kievitslanden, tot de meest gevarieerde natuurgebieden in Flevoland. Samen vormen deze drie gebieden een groter natuurgebied dat Harderhoek genoemd wordt.

## Fauna
De natuur in wording trekt nieuwe soorten aan. In en rond het Harderbos broeden meer dan zestig vogelsoorten, waaronder de ijsvogel en wielewaal. De havik en bruine kiekendief jagen er en in de poelen bevinden zich allerlei amfibieën. In het bos leven zoogdieren zoals reeën en vossen. Er zijn inmiddels twee bever-burchten. Ook zijn er sporen van otters waargenomen. Verder grazen er Schotse hooglanders.

## Klimaatbos
In 2008 voerde Natuurmonumenten actie voor het creëren van een klimaatbos. In een week tijd plantten 6.000 mensen 60.000 bomen en 20.000 struiken op 28 hectare grond naast het Harderbos. Prinses Máxima steunde de actie, die gestart was door Sophie Hilbrand en Filemon Wesselink. Zij hoopten hiermee een bijdrage te leveren aan een beter klimaat.